# Aggregation (Wirtschaft)
Aggregation (auch Konsolidierung) ist in der Wirtschaftstheorie die Zusammenfassung mehrerer als homogen definierter Einzelgrößen zu einer Gesamtgröße, um einen Gesamtüberblick zu gewinnen. Gegensatz ist die Disaggregation. 

## Allgemeines
Volks- und Betriebswirtschaftslehre unterscheiden sich insbesondere durch die Betrachtungsweise (das so genannte Erkenntnisobjekt). Während in der Betriebswirtschaftslehre das Unternehmen als Einzelgröße interessiert und allenfalls noch Wettbewerbsbeziehungen untersucht werden, betrachtet die Makroökonomik die Gesamtwirtschaft im Zusammenhang. Für sie ist also der gesamte Unternehmenssektor eines Staates von Interesse. Zu diesem Zweck müssen Einzelgrößen mit einem gemeinsamen Merkmal (ein einzelnes Unternehmen) zu einer Gesamtgröße (Unternehmenssektor) zusammengefasst werden. In der Makroökonomie interessieren daher nicht die Mikroebene eines einzelnen Unternehmens oder die Beziehungen der Unternehmen untereinander, sondern die gesamtwirtschaftliche Bedeutung des Unternehmenssektors als einheitliche Makroebene. Der Unternehmenssektor ist dabei aus der Zusammenfassung aller Unternehmensbilanzen entstanden, die um gegenseitige, zu Doppelerfassungen führende Beziehungen bereinigt (konsolidiert) wurden. Das gilt auch für alle anderen volkswirtschaftlichen Sektoren.
Die in der Volkswirtschaftslehre übliche Annahme, dass es zu den mikroökonomischen Funktionen analoge Zusammenhänge zwischen den aggregierten makroökonomischen Größen gibt, die sich ebenfalls durch Funktionen darstellen lassen, führt zum Aggregationsproblem. Zur Umgehung dieser Aggregationsproblematik werden aus makroökonomischen Gesetzmäßigkeiten im Wege der Analogieannahme entsprechende mikroökonomische Verhaltensgleichungen entwickelt.

## Durchführung der Aggregation
Aggregation ist das methodisch-statistische Verfahren, das zu dieser Zusammenfassung homogener Einzelgrößen führt. Die Methodik liefert dabei die Merkmalsanforderungen, die an als homogen definierte Einzelgrößen zu stellen sind. Gehört zu den Merkmalsanforderungen beispielsweise das mehrheitlich nicht-öffentliche Eigentumsverhältnis an einem Unternehmen, so sind alle mehrheitlich im öffentlichen Besitz befindlichen Unternehmen von einer Aggregation auszuschließen (siehe öffentliches Unternehmen). Das Ausmaß der Aggregation hängt dabei von der Anzahl der Übereinstimmungsmerkmale ab. Je umfangreicher die Merkmalsanforderungen, umso kleiner ist die Zahl der aggregierbaren Größen und umgekehrt. Stehen diese Merkmalsanforderungen fest, so können entsprechende statistische Erhebungen vorgenommen werden, um die gewünschte Aggregationsebene zu erreichen. Kleinste Aggregationsebene wäre mithin ein einzelnes Unternehmen, größte Ebene der gesamte Unternehmenssektor in Deutschland.
Eine Aggregationsform auf der kleinsten Aggregationsebene ist die Konsolidierung aller zu einem Konzern gehörenden Unternehmen im Konzernabschluss. Merkmalsanforderung ist hier die mehrheitliche Beteiligung (Vollkonsolidierung) und/oder assoziierte Beteiligung (Equitymethode) von Konzernunternehmen. Hierbei werden alle „ingroup balances“ für Zwecke der Konsolidierung eliminiert, um das Ziel einer Darstellung der „Gesamtbilanz“ des Konzerns ohne gegenseitige Transaktionen zu ermöglichen.
Hieran wird deutlich, dass Aggregationen zu Informationsverlusten führen können. Bei der Aggregation von Wirtschaftssubjekten zu Sektoren werden alle Transaktionen, die die Wirtschaftssubjekte eines Sektors mit Wirtschaftssubjekten anderer Sektoren vornehmen, addiert. Gleichartige Transaktionen, die zwischen den Wirtschaftssubjekten eines Sektors vorgenommen werden, werden indes gegeneinander aufgerechnet (konsolidiert). Übrig bleiben mithin nur die aggregierten intersektoralen Ströme. Informationen über die individuellen Beiträge der einzelnen Wirtschaftssubjekte gehen dabei verloren. Beispielsweise werden Transaktionen zweier Unternehmen, etwa der gegenseitige Kauf und Verkauf von Vorleistungen, gegeneinander aufgerechnet und sind nach Aggregation nicht mehr sichtbar.

## Praxis
In der Statistik wird hiermit ein Verfahren zur Zusammenfassung von Reihen- oder Serienwerten zu Globalgrößen auf der Grundlage der als makroökonomisch aggregierbar angesehenen Daten verstanden. Das Statistische Bundesamt und die Deutsche Bundesbank sind Institutionen, die derartige Aggregationen vornehmen. Das Statistische Bundesamt aggregiert beispielsweise auf der Grundlage des Finanz- und Personalstatistikgesetzes vom 21. Dezember 1992 die Erhebung der „öffentlichen Finanzen“ als Gesamtaggregat. Hierzu fasst es den Bundeshaushalt, die Länderhaushalte, die Haushalte der Gebietskörperschaften, die Sozialversicherungen, die Bundesbank, staatliche und kommunale Fonds und Unternehmen in öffentlicher und privater Rechtsform (mit mehr als 50-prozentiger öffentlicher Beteiligung) zusammen.
Die Deutsche Bundesbank hingegen fasst unter dem Begriff „öffentliche Finanzen“ in ihren Statistiken den staatlichen Gesamthaushalt, die Länderhaushalte, die Haushalte der Gebietskörperschaften und die Sozialversicherungen zusammen. Sie untersucht die Einnahmen-, Ausgaben- und Defizitquoten der öffentlichen Haushalte (in % des Bruttoinlandsprodukts) und die diesen zugrunde liegenden Aggregate (Steuereinnahmen und Ausgabenstrukturen auf allen Ebenen). Die Bundesbank benutzt damit eine engere Aggregation, die sich nicht auf öffentliche Unternehmen, staatliche und kommunale Fonds und Unternehmen in öffentlicher und privater Rechtsform erstreckt.
Damit stellt sich die Frage, warum derart unterschiedliche Aggregationsebenen für dasselbe Aggregat „öffentliche Finanzen“ gewählt werden. Denn das Volumen der „öffentlichen Finanzen“ ist beim Statistischen Bundesamt größer als bei der Bundesbank, so dass beide Aggregate nicht vergleichbar sind. Der Grund hierfür ist im Analyseziel zu suchen. Die Bundesbank ist sicherlich an einer ausschließlichen Zusammenfassung von haushaltsaufstellenden Einheiten interessiert, während es dem Statistischen Bundesamt bei seiner Untersuchung der öffentlichen Finanzen um alle Bereiche geht, die im weitesten Sinne als öffentlich anzusehen sind. Aggregation hängt somit methodisch zusätzlich auch vom Untersuchungsziel ab. Aus methodischer Sicht hat deshalb das Bundesamt geringere Merkmalsanforderungen als die Bundesbank, weshalb die Zahl der aggregierbaren Größen bei der Bundesbank geringer ausfällt.

## Aggregat
Formal ausgedrückt ist das Aggregat das Resultat einer vorgenommenen Aggregation. Aggregat ist im wirtschaftlichen Sinne eine aus mehreren Einzeldaten zusammengefasste Gesamtgröße (etwa die Geldmenge). Teilaggregat ist entsprechend eine bereits zusammengefasste Größe (im Beispiel die Geldmenge M0), die mit anderen zusammengefassten Größen ein Gesamtaggregat ergibt. Für die Geldmenge M1 und die folgenden Geldmengenaggregate M2 und M3 gilt stets, dass das Geldmengenaggregat mit einer höheren Zahl das mit einer niedrigeren Zahl einschließt, also durch Hinzufügung weiterer Teilaggregate eine höhere Aggregationsebene erreicht wird. Hier bedeutet ein niedrigeres Teilaggregat (etwa die Geldmenge M0) eine größere Nähe zu realwirtschaftlichen Transaktionen im Hinblick auf die Zahlungsmittelfunktion des Geldes. Daher ist M0 definiert als der Bargeldumlauf außerhalb des Bankensystems (also bei Nichtbanken) einschließlich der Zentralbankbestände der Kreditinstitute.

### Arten
Generell werden zwei Aggregate unterschieden:
- Aggregate, die unmittelbar bestimmten Transaktionen eines homogenen Systems entsprechen, wie der Produktionswert, der Konsum nach dem Verbrauchskonzept, die Bruttoanlageinvestitionen oder das Arbeitnehmerentgelt und
- Aggregate, die Kontensalden darstellen, wie das Bruttoinlandsprodukt zu Marktpreisen (BIP), der Betriebsüberschuss der Volkswirtschaft, das Nationaleinkommen, das verfügbare Einkommen, das Sparen, der Saldo der laufenden Transaktionen mit der übrigen Welt oder das Reinvermögen der Volkswirtschaft (Volksvermögen).

## Ziele
Die volkswirtschaftlichen Aggregate zeigen das Ergebnis der Wirtschaftsaktivitäten einer Volkswirtschaft – unter bestimmten Gesichtspunkten betrachtet –, insbesondere der Produktion, der Wertschöpfung, des verfügbaren Einkommens, des Konsums, des Sparens oder der Investitionen. Obwohl die Bildung von Aggregaten weder das einzige noch das wichtigste Ziel einer Volkswirtschaftlichen Gesamtrechnung darstellt, zeigt es deren Bedeutung als Gesamtindikatoren und als Bezugsgrößen für makroökonomische Analysen sowie für zeitliche und räumliche Vergleiche.